# Ditassa mandonii
Ditassa mandonii är en oleanderväxtart som beskrevs av Henry Hurd Rusby. Ditassa mandonii ingår i släktet Ditassa och familjen oleanderväxter. Inga underarter finns listade i Catalogue of Life.